# Chenet (Egypte)
Chenet (ook geschreven als Khenet) is de oude Egyptische naam voor een steengroeve in Opper-Egypte. De plaats staat nu bekend als Gebel el Silsila.
Chenet is zo'n 65 km ten noorden van Aswan gelegen. Veel van de zandsteen waaruit de tempel van Luxor is gebouwd stamt van Chenet. In Chenet zelf zijn naast de steengroeves zelf ook een aantal monumenten uit het Nieuwe Rijk te vinden. Er is een inscriptie van Amenhotep III die de groeve gebruikte voor zijn tempel van Ptah. Ook van zijn zoon Amenhotep IV, die later de ketter-koning Achnaton zou worden is er een reliëf waarop hij oorspronkelijk stond afgebeeld samen met de god Amon. Later is de figuur van de koning en ook die van de god weggebeiteld. Amenhotep IV gebruikte de groeve voor een tempel voor Aton (Gem-pa-aten) in Ipet Isoet (Karnak). Dit is mogelijk de vroegste inscriptie van deze koning. 
Er zijn ook een aantal onvoltooide sfinxen, zowel met mensen- als met ramshoofden. Uit een veel vroegere prehistorische tijd stammen een aantal rotstekeningen die giraffen voorstellen.